# Společně pro Maďarsko
Společně pro Maďarsko, (maďarsky Egységben Magyarországért, doslovně přeloženo jako V jednotě za Maďarsko), je volební koalice šesti maďarských středových a středolevicových politických stran. Vznikla 20. prosince 2020 s cílem porazit v parlamentních volbách 2022 pravicovou koalici Fidesz–KDNP premiéra Viktora Orbána, jehož vyzývatelem se stal Péter Márki-Zay. 

## Členské strany a hnutí
- Demokratická koalice (DK)
- Dialog za Maďarsko (Párbeszéd)
- Hnutí za lepší Maďarsko (Jobbik) – 6. června 2023 z koalice vystoupilo.
- LMP – Zelená strana Maďarska (Zöldek)
- Maďarská socialistická strana (MSZP)
- Momentum Mozgalom (Momentum)

### Přidružené subjekty
- Lidová strana Nového světa (ÚVNP)
- Maďarská liberální strana (MLP)
- Nový začátek (ÚK)

### Organizace
- 99 Mozgalom (99M)
- Hnutí Jiskra (Szikra)
- Mindenki Magyarországa Mozgalom (MMM)

## Primární volby lídra
| Portrét            | Jméno (datum narození)      | Strana                          | Podporující subjekty                                                            | 1. kolo          | 2. kolo          | Výsledek |
| ------------------ | --------------------------- | ------------------------------- | ------------------------------------------------------------------------------- | ---------------- | ---------------- | -------- |
| Klára Dobrev       | Klára Dobrev (* 1972)       | Demokratická koalice            | Demokratická koalice, Maďarská liberální strana                                 | 214 319 (34,76%) | 283 677 (43,29%) | NE       |
|                    | Áron Ecsenyi (* 1989)       | Le az Adók 75%-ával Párt        | ?                                                                               | —                | —                | NE       |
| András Fekete-Győr | András Fekete-Győr (* 1989) | Momentum Mozgalom               | Momentum Mozgalom                                                               | 20 944 (3,40%)   | —                | NE       |
| Péter Jakab        | Péter Jakab (* 1980)        | Hnutí za lepší Maďarsko         | Hnutí za lepší Maďarsko                                                         | 86 909 (14,10%)  | —                | NE       |
| Gergely Karácsony  | Gergely Karácsony (* 1975)  | Dialog za Maďarsko              | Dialog za Maďarsko, LMP – Zelená strana Maďarska, Maďarská socialistická strana | 168 396 (27,31%) | Odstoupil        | NE       |
| Péter Márki-Zay    | Péter Márki-Zay (* 1972)    | Mindenki Magyarországa Mozgalom | Mindenki Magyarországa Mozgalom, Új Világ Néppárt                               | 125 944 (20,43%) | 371 560 (56,71%) | ANO      |
| József Pálinkás    | József Pálinkás (* 1952)    | Új Világ Néppárt                | Új Világ Néppárt                                                                | —                | —                | NE       |

## Celostátní kandidátní listina
Pořadí prvních dvaceti kandidátů na celostátní kandidátní listině koalice:
1. Péter Márki-Zay (Párbeszéd)
2. Klára Dobrev (DK)
3. Gergely Karácsony (Párbeszéd)
4. Péter Jakab (Jobbik)
5. András Fekete-Győr (Momentum)
6. Bertalan Tóth (MSZP)
7. Péter Ungár (LMP)
8. Ferenc Gyurcsány (DK)
9. Dániel Zsiga-Kárpát (Jobbik)
10. Ágnes Vadai (DK)
11. Zsolt Molnár (MSZP)
12. Márton Tompos (Momentum)
13. Koloman Brenner (Jobbik)
14. Erzsébet Gy. Németh (DK)
15. Sándor Berki (Párbeszéd)
16. László György Lukács (Jobbik)
17. László Sebián-Petrovszki (DK)
18. Zoltán Varga (DK)
19. Zoltán Sas (Jobbik)
20. Lajos Lőcsei (Momentum)

## Volební výsledek
| Volby | Celostátní kandidátní listina | Celostátní kandidátní listina | OEVK (109) | OEVK (109) | Mandáty | Mandáty | Status  |
| Volby | Hlasy                         | %                             | Hlasy      | %          | Počet   | %       | Status  |
| ----- | ----------------------------- | ----------------------------- | ---------- | ---------- | ------- | ------- | ------- |
| 2022  | 1 947 331                     | 34,44                         | 1 983 708  | 36,90      | 57/199  | 28,64   | OPOZICE |

### Přerozdělení mandátů
| Subjekt | Subjekt                           | Subjekt   | Mandáty |
| ------- | --------------------------------- | --------- | ------- |
|         | Demokratická koalice              | DK        | 15      |
|         | Hnutí za lepší Maďarsko           | Jobbik    | 10      |
|         | Momentum Mozgalom                 | Momentum  | 10      |
|         | Maďarská socialistická strana     | MSZP      | 10      |
|         | Dialog za Maďarsko                | Párbeszéd | 6       |
|         | LMP – Zelená strana Maďarska      | Zöldek    | 5       |
|         | Nezávislý kandidát (Ákos Hadházy) | F         | 1       |
| CELKEM: | CELKEM:                           | CELKEM:   | 57      |

## Kritika
Dne 20. února 2024 zveřejnil maďarský Státní kontrolní úřad (Állami Számvevőszék) dílčí výsledek auditu financování kampaní politických stran před parlamentními volbami 2022. V rámci této kontroly vyplývající ze zákonné povinnosti úřadu bylo zjištěno, že šest politických stran, které uzavřely alianci Společně pro Maďarsko, účelově obešely zákonné požadavky týkající se financování jejich společné kampaně, omezení výše nákladů na kampaň a vyúčtování kampaně. Strany využily více než 4 miliardy forintů, které získaly od zahraničních sponzorů, čímž vědomě porušily volební zákon. Více než 1,8 miliardy forintů z této částky získalo hnutí Mindenki Magyarországa Mozgalom (MMM) pod vedením kandidáta na premiéra Pétera Márki-Zaye od organizace Action for Democracy, kterou ovládá Dávid Korányi, poradce budapešťského primátora Gergelye Karácsonye. Vlivný poradce Demokratické strany USA Eric Koch doznal, že většinu těchto finančních prostředků daroval George Soros. Státní kontrolní úřad uložil těmto stranám pokutu ve výši 261 milionů forintů. Zaroveň se proto obrátil na Národní daňový a celní úřad (Nemzeti Adó- és Vámhivatal), který zahájil vlastní nezávislé vyšetřování.